# IC 4394
IC 4394 је ознака објекта на координатама са ректансцензијом 14h 16m 31,3s и деклинацијом + 39° 41" 51'. Открио га је Гијом Бигурдан, 24. априла 1900. Каснијим посматрањима на том положају није уочен никакав астрономски објекат.